# Bathygobius casamancus
Bathygobius casamancus là một loài cá biển thuộc chi Bathygobius trong họ Cá bống trắng. Loài cá này được mô tả lần đầu tiên vào năm 1880.

## Từ nguyên
Từ định danh casamancus được đặt theo tên gọi của sông Casamance của Sénégal (–us: hậu tố tính từ trong tiếng Latinh), là nơi mà mẫu định danh của loài cá này được thu thập.

## Phân bố và môi trường sống
Từ Mauritanie, B. casamancus có phân bố dọc theo bờ biển Tây Phi, về phía nam đến Angola, bao gồm quần đảo Cabo Verde và các đảo trong vịnh Guinea.
B. casamancus sống gần bờ, được tìm thấy ở vũng thủy triều, đầm phá, bãi triều, độ sâu đến khoảng 10 m.

## Mô tả
Chiều dài cơ thể lớn nhất được ghi nhận ở B. casamancus là 8,1 cm. Có 3 dải ngang màu sẫm. Vây lưng sau có đốm ở phần giữa và nửa trên, rìa nhạt màu. Vây hậu môn sẫm màu trở ra biên, nhưng có rìa nhạt màu. Vây bụng sẫm màu.
Số gai vây lưng: 7; Số tia vây lưng: 9–11; Số gai vây hậu môn: 1; Số tia vây hậu môn: 8–10; Số gai vây bụng: 1; Số tia vây bụng: 5; Số tia vây ngực: 17–19.